# فلادنیتس آندر تایشالم
فلادنیتس آندر تایشالم (به آلمانی: Fladnitz an der Teichalm) یک منطقهٔ مسکونی در اتریش است که در وایتس واقع شده‌است. فلادنیتس آندر تایشالم ۳۴٫۸۱ کیلومتر مربع مساحت دارد ۶۹۲ متر بالاتر از سطح دریا واقع شده‌است.